# Liste d'élections nationales en 2019
Chronologie des élections nationales
- 2015
- 2016
- 2017
- 2018
- 2019
- 2020
- 2021
- 2022
- 2023

Cette liste recense les élections nationales organisées durant l'année 2019. Elle inclut les élections présidentielles et parlementaires, ainsi que les référendums, dans les États souverains ou sécessionnistes,.
Les élections infra-nationales (territoriales, régionales, municipales,...) sont répertoriées dans la liste d'élections infranationales en 2019.

## Commentaires généraux
Au Royaume-Uni, les élections législatives anticipées en décembre visent à résoudre l’impasse du Brexit. Elles confèrent une large majorité de sièges au Parti conservateur du Premier ministre Boris Johnson. En Inde, le Bharatiya Janata Party (BJP, droite nationaliste hindoue, populiste) du Premier ministre Narendra Modi accroît sa majorité parlementaire lors des élections législatives qui s’étendent d’avril à mai. Au Canada, le Parti libéral (centriste, progressiste) du Premier ministre Justin Trudeau perd sa majorité parlementaire aux élections d’octobre, et ne peut former qu’un gouvernement minoritaire.
En Ukraine, le comédien Volodymyr Zelensky, novice en politique, remporte largement l’élection présidentielle en avril. Son nouveau parti remporte ensuite largement les élections législatives en juillet. En Argentine, le péroniste Alberto Fernández remporte l’élection présidentielle en octobre face au président de droite Mauricio Macri.
En Israël, ni les élections législatives d’avril ni celles de septembre n’aboutissent à la formation d’un gouvernement, les désaccords entre les partis ne permettant de former aucune majorité. De nouvelles élections, les troisièmes en un an, sont ainsi prévues pour le début de l’année 2020. En Espagne de même, les élections législatives en avril ne produisent pas de majorité de gouvernement, et de nouvelles élections ont eu lieu en novembre - les quatrièmes en quatre ans. Elles aboutissent en janvier 2020 à un vote du Congrès accordant la confiance à un gouvernement de coalition de gauche du Parti socialiste ouvrier et du mouvement Unidas Podemos, mené par Pedro Sánchez.
Les élections législatives en Moldavie en février et générales en Bolivie en octobre entraînent des crises constitutionnelles dans ces pays et, en Bolivie, plusieurs morts et des centaines de blessés. Sous la pression de l’armée, le président bolivien Evo Morales, l’une des figures de la gauche latino-américaine, démissionne et fuit le pays. 
En Thaïlande, les élections législatives en mars sont censées restaurer une forme de démocratie, mais le parti des militaires, devancé par les progressistes populistes du Pheu Thai, conserve le pouvoir grâce à l’appui d’un Sénat entièrement nommé par la junte. Au Bénin, les partis d’opposition ne sont pas autorisés à prendre part aux élections législatives en avril ; la répression des manifestations post-électorales fait quatre morts. Au Kazakhstan, où des centaines de manifestants pacifiques et de journalistes sont incarcérés le jour du scrutin, l’élection présidentielle en juin est largement remportée par le président autoritaire Kassym-Jomart Tokaïev. En Corée du Nord, les simulacres d’élections législatives à parti unique en mars aboutissent comme les précédentes à l’annonce que les candidats du gouvernement du jeune dictateur Kim Jong-un ont chacun obtenu 100 % de suffrages favorables dans leurs circonscriptions respectives.
Aux Maldives à l’inverse, les élections législatives en avril confortent la restauration d’un régime démocratique, avec la victoire des démocrates laïcs du nouveau président Ibrahim Solih.

Carte du monde indiquant les pays organisant des élections ou des référendums nationaux :
Présidentielle
Législatives
Présidentielle et législatives
Référendum
Présidentielle et référendum
Législatives et référendum
Présidentielle, législatives et référendum
Constituantes, présidentielle et législatives
Autre

## Par mois

### Janvier
| Date       | Pays     | Élections | Contexte         | Résultats                                  |
| ---------- | -------- | --------- | ---------------- | ------------------------------------------ |
| 24 janvier | Malaisie | Royale    | Scrutin indirect | Abdullah Shah est élu 16e roi de Malaisie. |

### Février
| Date       | Pays     | Élections                  | Contexte | Résultats |
| ---------- | -------- | -------------------------- | --- | --- |
| 3 février  | Salvador | Présidentielle             | La Constitution ne permet pas au président d'effectuer deux mandats consécutifs ; le président sortant Salvador Sánchez Cerén (FMLN : gauche) n'est donc pas candidat.                              | Alternance. Nayib Bukele (Grande alliance pour l'unité nationale : centre-droit) est élu dès le premier tour avec, selon les résultats provisoires, 53,5 % des voix face aux trois autres candidats. Il ne dispose toutefois pas de majorité à l'Assemblée législative issue des élections de 2018. |
| 10 février | Suisse   | Référendum                 | Une initiative contre l'étalement urbain est soumise à la votation. | L'initiative est largement rejetée par 63,7 % des votants et la totalité des cantons. |
| 23 février | Nigeria  | Présidentielle             | | D'après les résultats provisoires, le président Muhammadu Buhari (Congrès progressiste : conservateur, social-libéral) est réélu avec quelque 56 % des voix face à soixante-douze autres candidats, dont notamment Atiku Abubakar (Parti démocratique populaire : conservateur, libéral en économie ; 41 %). |
| 23 février | Nigeria  | Législatives Sénatoriales  | | Le congrès progressiste remporte la majorité absolue dans les deux chambres. 16 ou 35 morts sont tuées dans des violences liées à ces élections selon AllAfrica.com, au moins 39 personnes selon lefigaro.fr. |
| 24 février | Cuba     | Référendum constitutionnel | Les citoyens sont appelés à se prononcer pour ou contre un projet de nouvelle Constitution, qui reconnaît la propriété privée et limite à deux mandats l'exercice de la présidence de la République | La nouvelle constitution est approuvée par 86,9 % des votants, pour une participation de 84,4 % des inscrits. |
| 24 février | Moldavie | Législatives               | | Parlement sans majorité. Le Parti des socialistes (gauche en matière économique, conservateur sur le plan sociétal, pro-russe) obtient la majorité relative avec un tiers des sièges, devançant de peu le Parti démocrate (centre-gauche pro-européen) au pouvoir. Le Parti libéral (centre-droit libéral-conservateur et pro-européen), partenaire de coalition des démocrates, perd tous ses sièges, tout comme le Parti des communistes, jusque là troisième force au Parlement. La coalition Parti action et solidarité (PAS)-Plateforme vérité et dignité (PVD) (centre-droit social-libéral, pro-européen) et le parti Șor (droite conservatrice pro-russe) font leur entrée au parlement en arrivant respectivement en troisième et quatrième position. Après des mois d'impasse, le Parti des socialistes et l'alliance PAS/PVD s'accordent en juin pour former un gouvernement de coalition, avec Maia Sandu (PAS) pour Première ministre. La Cour constitutionnelle toutefois, faisant valoir que cet accord de gouvernement a été finalisé le lendemain de la date butoir, invalide la nomination de Maia Sandu et ordonne la tenue d'élections législatives anticipées. Le pays connaît alors une crise constitutionnelle, qui s'achève avec la confirmation du gouvernement de Maia Sandu. |
| 24 février | Moldavie | Référendum                 | Le référendum, consultatif, porte sur une réduction de 101 à 61 du nombre de députés, et sur la possibilité de révoquer le mandat des députés.                                                      | Les deux propositions sur la réduction du nombre de parlementaires et le référendum révocatoire sont approuvées avec respectivement 73,7% et 80,0% des voix. |
| 24 février | Sénégal  | Présidentielle             | | D'après les résultats officiels provisoires, le président sortant Macky Sall (Alliance pour la République : centriste, libéral) est réélu dès le premier tour avec quelque 58 % des voix. La campagne électorale est émaillée de blessés et d'au moins un mort. |

### Mars
| Date          | Pays                             | Élections      | Contexte | Résultats |
| ------------- | -------------------------------- | -------------- | --- | --- |
| 3 mars        | Estonie                          | Législatives   | | Parlement sans majorité. Le Parti de la réforme (centre-droit libéral) demeure le principal parti avec un tiers des sièges, juste devant le Parti du centre (centre-gauche social-libéral, au pouvoir). La coalition gouvernementale du Parti du centre, de Pro Patria (conservateur) et du Parti social-démocrate (centre-gauche) perd sa majorité absolue des sièges. Le seul autre parti représenté au Parlement est le Parti populaire conservateur (droite national-conservatrice, eurosceptique, anti-russe et populiste), qui progresse très nettement pour prendre la troisième place avec près d'un cinquième des sièges. Jüri Ratas (Parti du centre) demeure Premier ministre, formant un gouvernement de coalition de centre-droit et de droite avec Pro Patria et le Parti populaire conservateur. |
| 5 mars        | États fédérés de Micronésie      | Législatives   | | Il n'existe pas de partis politiques en Micronésie, et tous les élus siègent donc sans étiquette. Le président de la République sortant, Peter Christian, échoue à être élu sénateur, et ne peut donc briguer de nouveau mandat à la tête de l'État. En mai, les sénateurs élisent David Panuelo à la présidence de la République. |
| 5 mars        | États fédérés de Micronésie      | Référendum     | Le référendum porte sur la tenue d'une convention constitutionnelle, comme la constitution le prévoit au moins tous les dix ans. | Le référendum est approuvé par 60,84 % des votants. L'élection de la convention a par conséquent lieu en novembre pour en choisir les délégués, et les amendements proposés par elle devront par la suite être approuvés individuellement par référendum. |
| 10 mars       | Corée du Nord                    | Législatives   | La Corée du Nord est un État totalitaire à parti unique. Aucune candidature d'opposition n'est possible. Les autorités présentent un candidat unique par circonscription, que les électeurs sont appelés à approuver. Le vote n'étant pas secret, voter contre le candidat proposé n'est, dans la pratique, pas autorisé. | Les autorités affirment que tous les candidats ont obtenu 100 % de suffrages favorables, et que tous les électeurs présents dans le pays au moment du scrutin ont participé au vote. L'Assemblée issue de ces élections réélit Kim Jong-un (Parti du travail : juche, socialisme autoritaire, nationalisme ethnique) à la présidence de la Commission des affaires de l'État, remplace Kim Yong-nam (âgé de 91 ans) par Choe Ryong-hae à la présidence du Présidium de l'Assemblée (poste équivalant en principe à celui de chef d'État), et remplace Pak Pong-ju (âgé de 80 ans) par Kim Jae-ryong au poste de Premier ministre. |
| 10 mars       | Guinée-Bissau                    | Législatives   | | Parlement sans majorité. Le Parti africain pour l'indépendance de la Guinée et du Cap-Vert (gauche) recule et perd de peu la majorité absolue des sièges. Le nouveau Mouvement pour l'alternance démocratique G-15 devance le Parti du renouveau social (centre-gauche) pour devenir, avec un quart des sièges, la deuxième force à l'Assemblée nationale populaire. Aristides Gomes (PAIGC) demeure premier ministre |
| 14 mars       | République démocratique du Congo | Sénatoriales   | Élections indirectes par les membres des assemblées provinciales. Elles font suite aux élections présidentielle et législatives de décembre 2018. | D'après les estimations, le Front commun pour le Congo, bâti autour du Parti du peuple pour la reconstruction et la démocratie (centre-gauche, parti de l'ancien président Joseph Kabila) remporterait la majorité des sièges. Les résultats obtenus par l'Union pour la démocratie et le progrès social (centre-gauche, parti du nouveau président Félix Tshisekedi), seraient très mauvais. Le scrutin est entaché de « soupçons de corruption ». Le 18 mars, le président Tshisekedi suspend les nominations de sénateurs, reporte sine die l'élection des gouverneurs, et ordonne au procureur général d'enquêter sur les allégations d'achat de voix. La suspension sera finalement levée le 29 mars. |
| 24 mars       | Comores                          | Présidentielle | Le gouvernement a fait modifier la constitution par référendum en juillet 2018 pour permettre au président de se représenter. Les candidats des partis d'opposition voient leur candidature invalidée par la Cour suprême.                                                                                                | Azali Assoumani (Convention pour le Renouveau des Comores : centre-gauche) est réélu avec 60,8 % des voix dès le premier tour, face à douze candidats sans étiquette politique et considérés comme mineurs. L’opposition conteste les résultats. Des violences post-électorales font trois morts. |
| 24 mars       | Thaïlande                        | Législatives   | Le parlement élu en 2014 a été dissout après le coup d'État de mai 2014 et remplacé par une assemblée nommée par la junte. Le Premier ministre doit être choisi par un corps électoral composé des 500 membres de la Chambre des représentants, élus via ce scrutin, et des 250 membres du Sénat, nommés par la junte.    | Parlement sans majorité. Le parti Pheu Thai (centre-gauche, progressiste, laïc, populiste) est en tête avec un peu plus d'un quart des sièges à la Chambre des représentants. Il y devance le Palang Pracharat (droite national-conservatrice, parti de la junte), qui remporte un peu moins d'un quart des sièges. Prayut Chan-o-cha (Palang Pracharat) est réélu premier ministre grâce au voix des sénateurs. |
| 16 et 30 mars | Slovaquie                        | Présidentielle | Le président sortant Andrej Kiska (sans étiquette) n'est pas candidat à sa réélection. Le rôle du président de la République est essentiellement honorifique. | Zuzana Čaputová (Slovaquie progressiste : social-libéral, progressiste, écologiste et pro-européen) est élue présidente de la République au second tour avec 58,4 % face a Maroš Šefčovič (SMER – social-démocratie : centre-gauche national-populiste et pro-européen, au pouvoir ; 41,6 %). Zuzana Čaputová, avocate anti-corruption et novice en politique, devient la première femme présidente du pays, sous l'étiquette d'un jeune parti qui n'a aucun élu au Parlement. |
| 31 mars       | Ukraine                          | Présidentielle | 1er tour | L’acteur Volodymyr Zelensky arrive en tête du premier tour, devant le président sortant, Petro Porochenko, candidat à un second mandat. Longtemps donnée favorite, l’ancienne Première ministre Ioulia Tymochenko échoue de peu à se qualifier pour le second tour. |

### Avril
| Date           | Pays              | Élections                 | Contexte | Résultats |
| -------------- | ----------------- | ------------------------- | --- | --- |
| 3 avril        | Îles Salomon      | Législatives              | Les partis politiques ne sont dans l'ensemble que des rassemblements fluctuants de députés, sans réels programmes ni assise populaire. | Parlement sans majorité. Alternance. Le Parti démocrate et le Parti Kadere sont en tête avec un sixième des sièges chacun ; près de la moitié des députés sont élus sans étiquette. Manasseh Sogavare (élu sans étiquette, mais qui refonde juste après les législatives le Parti de la propriété, de l'unité et de la responsabilité) est élu Premier ministre par une majorité des députés. |
| 6 avril        | Maldives          | Législatives              | Ces élections font suite à l'élection présidentielle de novembre 2018, marquée par la défaite inattendue du président Abdulla Yameen (Parti progressiste : droite islamiste, autoritaire) et la victoire du candidat d'opposition Ibrahim Mohamed Solih. | Le Parti démocrate (centriste, laïc), parti du nouveau président, remporte près des deux tiers des sièges. Le PPM perd presque tous ses sièges. |
| 7 avril        | Andorre           | Législatives              | | Parlement sans majorité. Le parti Démocrates pour Andorre (centre-droit libéral-conservateur) perd sa majorité absolue des sièges mais conserve la majorité relative avec 40 % des sièges. Xavier Espot Zamora (Démocrates pour Andorre) devient chef du gouvernement. |
| 9 avril        | Israël            | Législatives              | Prévues initialement pour la fin de l'année, les élections sont anticipées fin décembre 2018 par la dissolution de la Knesset. | Parlement sans majorité. L'alliance Bleu et blanc (centriste, libérale ; opposition) et le Likoud (droite conservatrice et national-libérale ; au pouvoir) remportent chacun un peu moins d'un tiers des sièges. Avec l'appui de ses alliés de la coalition sortante, le Premier ministre Benyamin Netanyahou (Likoud) dispose toutefois de la moitié des sièges exactement au Parlement : Shas (droite populiste ethnique, conservatisme religieux), Judaïsme unifié de la Torah (droite, conservatisme religieux), l'Union des partis de droite (extrême-droite nationaliste, conservatisme religieux) et Koulanou (centre-droit social-libéral). Benyamin Netanyahou tente et échoue de former un gouvernement de coalition majoritaire qui inclurait le parti Israel Beytenou (extrême-droite nationaliste, laïc, libéral en économie). Un désaccord entre ce parti et les partis religieux empêche la formation d'un gouvernement, en entraîne la tenue de nouvelles élections en septembre. |
| 13 avril       | Yémen             | Législatives              | Scrutin organisé par les rebelles Houthis dans 34 circonscriptions. | En attente des résultats |
| 14 avril       | Finlande          | Législatives              | | Parlement sans majorité. Le Parti social-démocrate (centre-gauche ; opposition) termine en tête avec un cinquième des sièges. Il devance d'un seul siège le parti Vrais Finlandais (droite national-conservatrice, populiste et eurosceptique), qui à son tour ne devance que d'un siège le Parti de la coalition nationale (centre-droit libéral-conservateur), parti du Premier ministre sortant Juha Sipilä. Le Parti du centre (social-libéral, agrarien), premier parti au parlement sortant et membre du gouvernement sortant, chute à la quatrième place avec 15 % des sièges. La Ligue verte (centre-gauche écologiste) et l'Alliance de gauche (gauche radicale écosocialiste) progressent, et atteignent respectivement 10 % et 8 % des sièges. Antti Rinne (social-démocrate) devient Premier ministre à la tête d'une coalition composée des sociaux-démocrates, du Parti du centre, de la Ligue verte, de l'Alliance de gauche et du Parti populaire suédois de Finlande (centriste, social-libéral, défendant les intérêts de la minorité suèdophone). Il démissionne toutefois le 3 décembre, le Parti du centre lui ayant retiré sa confiance à la suite de la mauvaise gestion d'une grève postale. Sanna Marin (social-démocrate) lui succède en reconduisant la coalition de Rinne. Elle devient à 34 ans la plus jeune chef de gouvernement en exercice. Les cinq partis de la coalition sont alors chacun dirigé par une femme, dont quatre sont trentenaires. |
| 17 avril       | Indonésie         | Présidentielle            | Pour la première fois en Indonésie, les élections présidentielles et législatives ont lieu simultanément. | Le président sortant Joko Widodo (PDI-P : centre gauche, social-démocratie) est réélu avec 55,50 % des voix. |
| 17 avril       | Indonésie         | Législatives              | Pour la première fois en Indonésie, les élections présidentielles et législatives ont lieu simultanément. | Parlement sans majorité. Le PDI-P reste le premier parti avec un peu moins d'un quart des sièges, devançant le Golkar (centre-droit conservateur) qui obtient moins d'un siège sur six. Le dépouillement de plus de 600 millions de bulletins de vote au cours de journées de 30 heures pendant dix jours d'affilée, sous une température de 30 °C et une humidité de 80 %, provoque le décès par épuisement de 496 assesseurs selon les autorités, 583 selon The Jakarta Post, personnes recrutées pour l'occasion parmi des chômeurs et des retraités. Des affrontements entre forces de l'ordre et partisans de l'opposition font six morts et plusieurs centaines de blessés à Jakarta. |
| 21 avril       | Macédoine du Nord | Présidentielle            | 1er tour | Le résultat prévoit un second tour très serré, le candidat social-démocrate Stevo Pendarovski devançant de seulement 4 000 suffrages la candidate populiste de droite, Gordana Siljanovska-Davkova. |
| 21 avril       | Ukraine           | Présidentielle            | 2d tour | Alternance. Volodymyr Zelensky (parti Serviteur du peuple : populiste, attrape-tout, pro-européen), comédien novice en politique et sans programme précis, est élu avec quelque 73,4 % des voix (estimation) face au président sortant Petro Porochenko (Bloc Petro Porochenko « Solidarité » : centre-droit conservateur et libéral, pro-européen). |
| 20 au 22 avril | Égypte            | Référendum                | Le référendum porte notamment sur l'allongement du mandat présidentiel de deux ans, sur la création d'un poste de vice-président et sur celle d'un Sénat. L'opposition et les organisations des droits de l'homme dénoncent des médias contrôlés par le gouvernement, ne laissant pas de place à une campagne libre et démocratique, ainsi que des pressions contraignant des citoyens à voter.                                                                                   | Les réformes sont approuvées par 88,8 % des votants, avec un taux de participation de 44,3 %. Le mandat présidentiel d'Abdel Fattah al-Sissi est ainsi prolongé jusqu'en 2024, et il obtient le droit de briguer à cette date un troisième mandat, de six ans. |
| 28 avril       | Bénin             | Législatives              | Alors que le Bénin est une démocratie multipartite depuis 1991, les nouvelles règles électorales introduites par le gouvernement font que tous les partis d'opposition sont interdits de participation à ce scrutin. L'opposition appelle donc au boycott. Seuls deux blocs de partis soutenant le gouvernement sont en lice. Deux jours avant le vote, Amnesty International dénonce l'arrestation arbitraire d'opposants et de journaliste, et la répression de manifestations. | L'Union progressiste remporte la majorité absolue avec 47 sièges contre 36 pour le Bloc républicain. L'abstention s'élève à 72.9 %, plus de deux fois plus élevée que pour le scrutin précédent. De violentes manifestations éclatent le 1er mai, et sont réprimées ; il y a quatre morts. |
| 28 avril       | Espagne           | Législatives Sénatoriales | Élections anticipées à la suite du rejet du budget du gouvernement minoritaire dirigé par le socialiste Pedro Sanchez. | Parlement sans majorité. Le Parti socialiste ouvrier (centre-gauche) du Premier ministre Pedro Sánchez progresse nettement et arrive en tête avec 35 % des sièges au Congrès des députés ; il obtient par ailleurs la majorité absolue au Sénat. Le Parti populaire (droite), premier parti au Congrès sortant, perd plus de la moitié de ses sièges et ne conserve qu'un sixième des sièges au Congrès. Vox (droite populiste et nationaliste à extrême-droite) entre au Congrès à la cinquième place avec près de 7 % des sièges : C'est la première fois depuis la fin du régime de Francisco Franco en 1975 que l'extrême-droite entre au Parlement espagnol. |

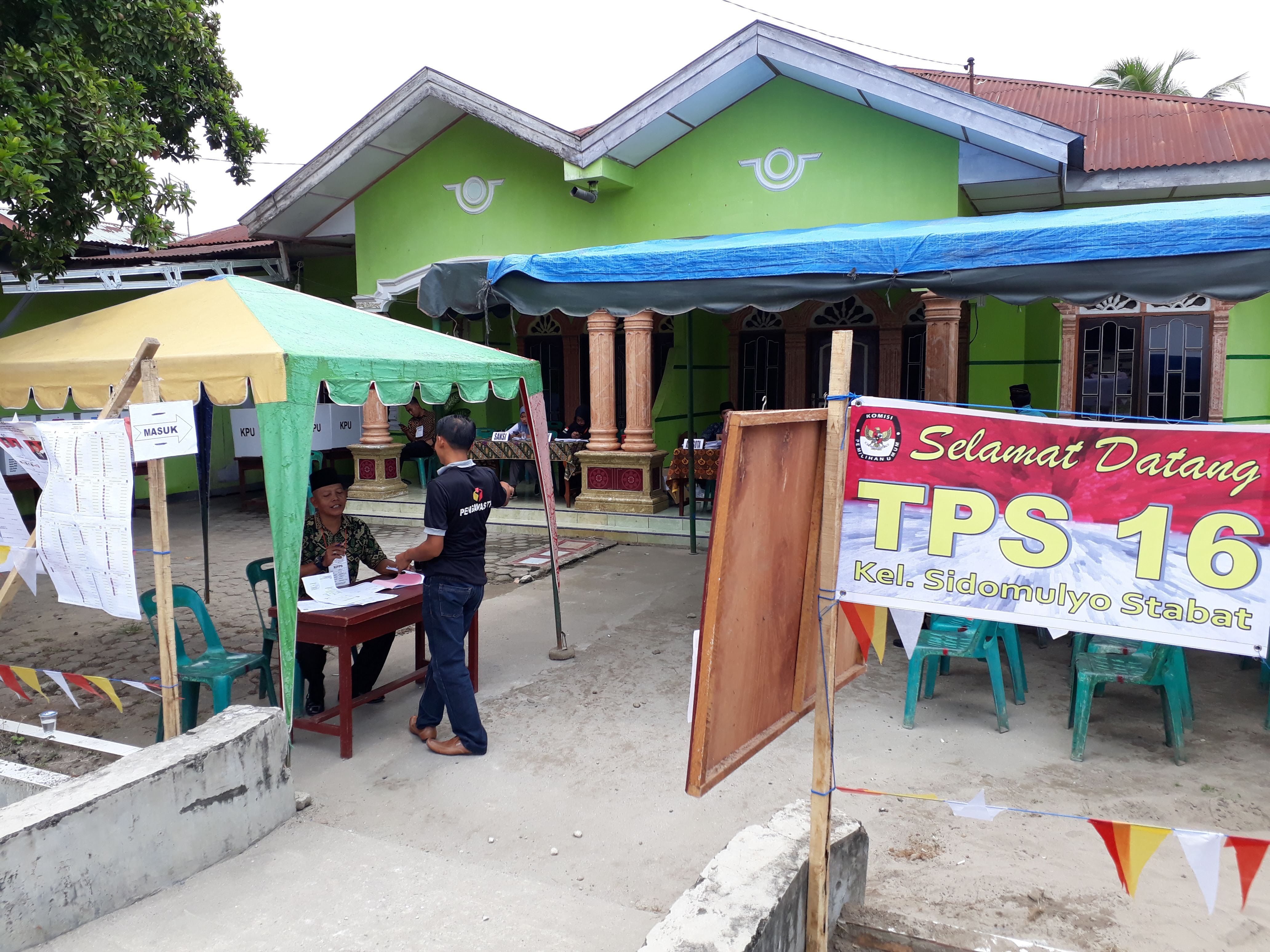
Bureau de vote pour les élections présidentielle et législatives indonésiennes d'avril 2019.
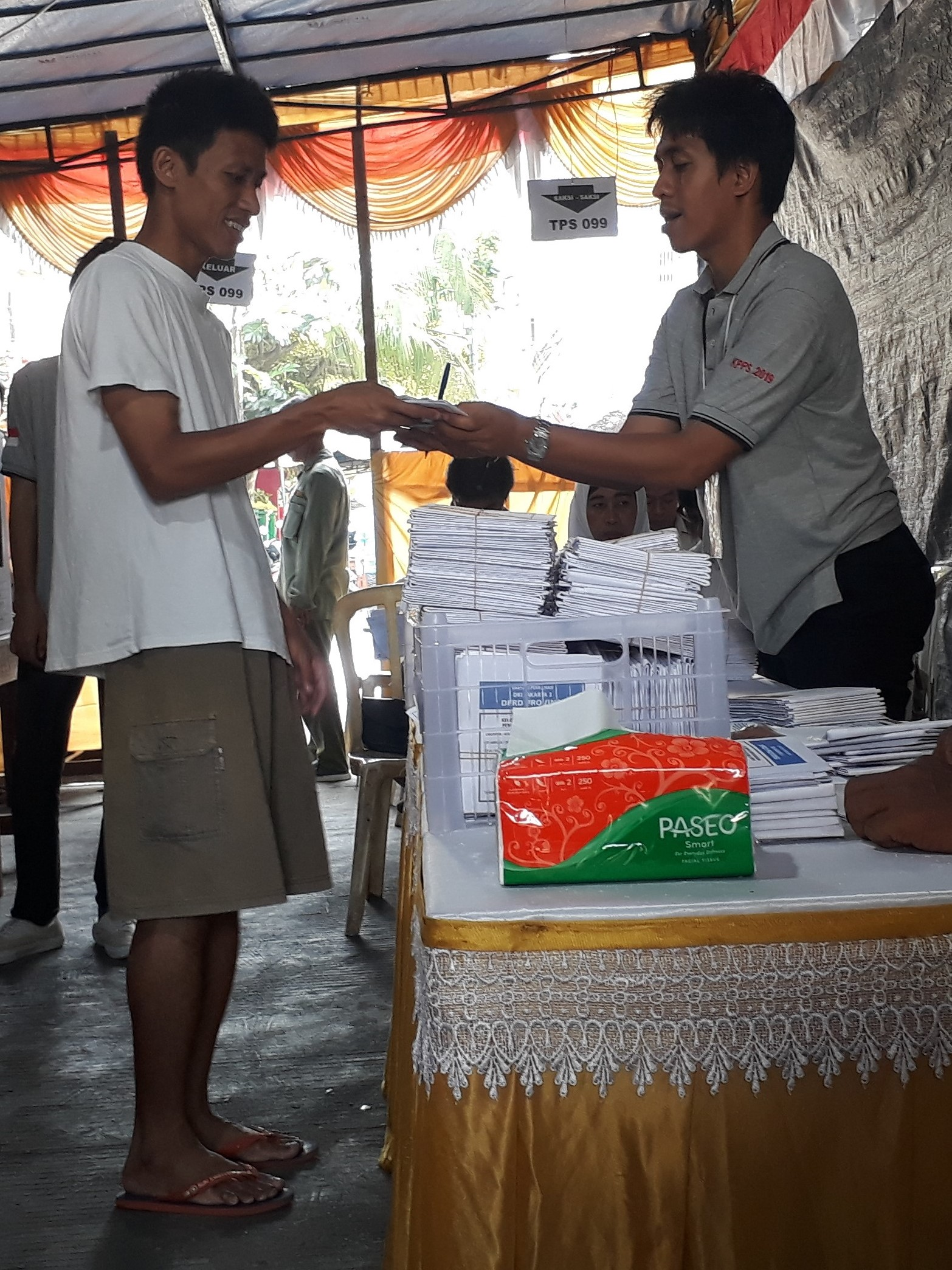
Électeur recevant les bulletins de vote aux élections indonésiennes.
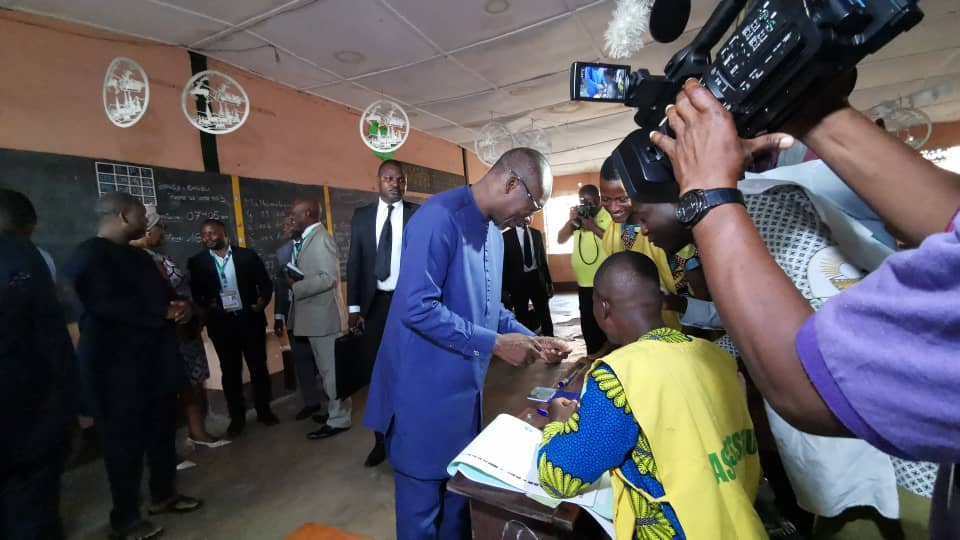
Le président de la République, Patrice Talon, vote lors des élections législatives béninoises d'avril 2019, dont ont été exclus tous les partis d'opposition.

### Mai
| Date               | Pays              | Élections                  | Contexte | Résultats |
| ------------------ | ----------------- | -------------------------- | --- | --- |
| 5 mai              | Macédoine du Nord | Présidentielle             | 2d tour | Alternance. Stevo Pendarovski (Union sociale-démocrate : centre-gauche pro-européen) est élu avec 53,6 % des voix face à Gordana Siljanovska-Davkova (VMRO-DPMNE : droite national-conservatrice et populiste, autoritaire, libérale en économie). Le VMRO-DPMNE était à la présidence du pays depuis dix ans. |
| 5 mai              | Panama            | Présidentielle             | La constitution du Panama ne permettant pas d'exercer deux mandats consécutifs, le président sortant Juan Carlos Varela (Parti panamiste) n'est pas candidat. | Alternance. Laurentino Cortizo (Parti révolutionnaire démocratique : centre-gauche) est élu avec quelque 33 % des voix. Il devance de peu Rómulo Roux (Changement démocratique : centre-droit ; env. 31 %). José Blandón, le candidat du Parti panamiste (droite national-conservatrice), ne termine que quatrième avec quelque 10,5 %. |
| 5 mai              | Panama            | Législatives               | | Alternance également à l'Assemblée nationale. Contrairement à l'assemblée sortante dans laquelle aucun parti n'avait obtenu seul la majorité absolue, le Parti révolutionnaire démocratique arrive en tête du scrutin et décroche cette dernière, devançant nettement le parti Changement démocratique qui détenait la majorité relative au parlement sortant. |
| 8 mai              | Belize            | Référendum                 | La population doit se prononcer sur le recours à la Cour internationale de justice pour résoudre le différend frontalier l'opposant au Guatemala. Le Guatemala, qui a déjà approuvé cette décision par référendum un an plus tôt, revendique une importante partie du Belize voisin, représentant plus de la moitié de son territoire.              | L'accord est approuvé par une majorité de 55,4 % des votants, pour une participation de 64,9 %. Le Belize et le Guatemala, dont la population avait elle aussi approuvé l'accord en avril 2018, devraient donc résoudre pacifiquement leur conflit frontalier par le biais de la Cour internationale de justice. |
| 8 mai              | Afrique du Sud    | Législatives               | L'Afrique du Sud est une république parlementaire ; le président de la République sera choisi par l'Assemblée nationale issue de ces élections. | Le parti Congrès national africain (centre-gauche), au pouvoir depuis les premières élections post-apartheid en 1994, recule mais conserve une nouvelle fois la majorité absolue, devançant très nettement les autres partis. Il obtient 57,5 % des voix et des sièges. L'Assemblée réélit Cyril Ramaphosa (CNA) à la présidence de la République. |
| 12 mai             | Lituanie          | Référendum                 | Référendum sur la légalisation de la double nationalité, et sur la réduction de 141 à 121 du nombre de parlementaires. | Malgré de nettes majorités des votants en faveur des deux propositions, celles-ci échouent à atteindre les quorum exigés. Les deux amendements constitutionnels ne sont par conséquent pas validés. |
| 13 mai             | Philippines       | Législatives Sénatoriales  | Renouvellement de la chambre basse et de la moitié de la chambre haute | Les candidats favorables au président Duterte remportent la majorité absolue au sénat et la conserve à la chambre des représentants. |
| 18 mai             | Australie         | Législatives Sénatoriales  | | La Coalition au pouvoir (conservateurs, libéraux en économie), qui était devenue un gouvernement minoritaire en fin de mandat sortant, retrouve une très courte majorité absolue des sièges à la Chambre des représentants. Scott Morrison demeure Premier ministre. Le résultat est une surprise, une alternance au profit du Parti travailliste ayant été prévue par les instituts de sondage. Sénat sans majorité, où la Coalition accroit toutefois sa majorité relative des sièges. |
| 11 avril au 19 mai | Inde              | Législatives               | Le scrutin se déroule en sept phases. | Le Bharatiya Janata Party (BJP, droite nationaliste hindoue, populiste) accroît légèrement sa majorité absolue des sièges. Narendra Modi demeure Premier ministre. Le parti Congrès national indien (centre-gauche social-libéral, laïc, progressiste) de Rahul Gandhi, largement défait en 2014, progresse à peine et détient moins d'un dixième des sièges. |
| 19 mai             | Suisse            | Référendums                | Deux référendums sont soumis à la votation. Le premier sur le financement de l'AVS, et le second sur une directive de l'UE sur les armes. | Les deux projets de loi soumis à votation sont approuvés par de larges majorités des votants, pour des participations d'un peu moins de la moitié des inscrits. |
| 21 mai             | Malawi            | Présidentielle             | | Le président Peter Mutharika (Parti démocrate-progressiste : attrape-tout, libéral) est réélu avec 38,6 % des voix. Il devance les six autres candidats dont notamment Lazarus Chakwera (Parti du congrès : conservateur) qui obtient 35,4 % des voix. |
| 21 mai             | Malawi            | Législatives               | | Parlement sans majorité. Le Parti démocrate-progressiste accroît sa majorité relative, obtenant près d'un tiers des sièges. Le Parti du congrès progresse également et demeure la deuxième force à l'Assemblée ; le Parti du peuple (conservateur), jusque là troisième force au Parlement, perd presque tous ses sièges. |
| 24 mai             | Irlande           | Référendum constitutionnel | L'amendement, s'il est approuvé, assouplirait les conditions d'obtention du divorce en diminuant la période de séparation minimale imposée par la constitution. | La population approuve l'amendement à une très large majorité, 82,41 % des votants s'étant prononcés en faveur, pour une participation de 49,87 %. |
| 23 au 26 mai       | Union européenne  | Législatives               | Élection du Parlement européen par les citoyens des États membres. | Parlement sans majorité. Le Parti populaire européen (conservateurs pro-européens) recule nettement mais demeure la première force au Parlement avec près d'un quart des sièges. L'Alliance progressiste des socialistes et démocrates (centre-gauche pro-européen) recule tout autant mais y demeure le deuxième plus grand ensemble. L'Alliance des démocrates et des libéraux pour l'Europe (centristes libéraux, fédéralistes) et le Groupe des Verts/Alliance libre européenne (écologistes de centre-gauche, pro-européens) progressent sensiblement, devenant les troisième et quatrième forces en présence. L'Alliance pour la démocratie directe en Europe (droite populiste eurosceptique) et le Mouvement pour une Europe des nations et des libertés (droite populiste et extrême-droite) progressent mais ne sont que les sixième et septième ensembles au Parlement. La Gauche unitaire européenne/Gauche verte nordique (gauche radicale et écosocialiste) recule. Ursula von der Leyen (PPE) prend la tête de la Commission européenne. |
| 26 mai             | Belgique          | Législatives Régionales    | | Parlement sans majorité. La Nouvelle Alliance flamande (NVA, conservateurs, nationalistes flamands) recule mais demeure le premier parti à la Chambre des représentants, avec un siège sur six. Le Parti socialiste (centre-gauche) y demeure le deuxième parti. Le Vlaams Belang (« Intérêt flamand » : droite à extrême-droite, nationalisme flamand, populiste, libéral en économie) progresse très nettement et devient la troisième force à la Chambre. La formation d'un gouvernement s'avère difficile. En octobre, Sophie Wilmès (Mouvement réformateur : droite libéral-conservatrice francophone) prend la direction d'un gouvernement de coalition minoritaire chargé des affaires courantes, qui rassemble le Mouvement réformateur, les Chrétiens-démocrates et Flamands (centre-droit néerlandophone), et les Libéraux et démocrates flamands (centre-droit social-libéral néerlandophone). |
| 26 mai             | Roumanie          | Référendum                 | Porte sur l'interdiction des grâces ou amnisties en faveur de condamnés pour corruption, et l'interdiction de l'usage des ordonnances d'urgence en matière judiciaire. Le référendum est initié par le président de la République, Klaus Iohannis, et est critiqué par la Première ministre Viorica Dăncilă, qui appelle les citoyens à s'abstenir. | Les deux interdictions proposées sont approuvées respectivement par 85,4 % et 85,7 % des votants, avec un taux de participation de 41,0 %. |
| 12 et 26 mai       | Lituanie          | Présidentielle             | La Constitution lituanienne limitant à deux le nombre de mandats présidentiels, la présidente sortante Dalia Grybauskaitė (sans étiquette) n'est pas candidate à sa réélection. | Gitanas Nausėda (centriste sans étiquette) est élu avec 66,7 % des voix au second tour face à Ingrida Šimonytė (Union de la patrie : centre-droit) qui stagne par rapport à son résultat du premier tour. |
| 27 mai             | Madagascar        | Législatives               | | Le scrutin voit la victoire de la coalition soutenant le président Andry Rajoelina, qui acquiert la majorité absolue des sièges |
| 27 mai             | Pays-Bas          | Sénatoriales               | Élection au scrutin indirect par les conseillers provinciaux issus des élections provinciales du 20 mars. | Le scrutin est marqué par l'arrivée en tête du récent parti de droite nationaliste Forum pour la démocratie. |
| 29 mai             | Lettonie          | Présidentielle             | Élection au scrutin indirect par le parlement. | Egils Levits (indépendant), est élu président de la République de Lettonie, dès le premier tour. |

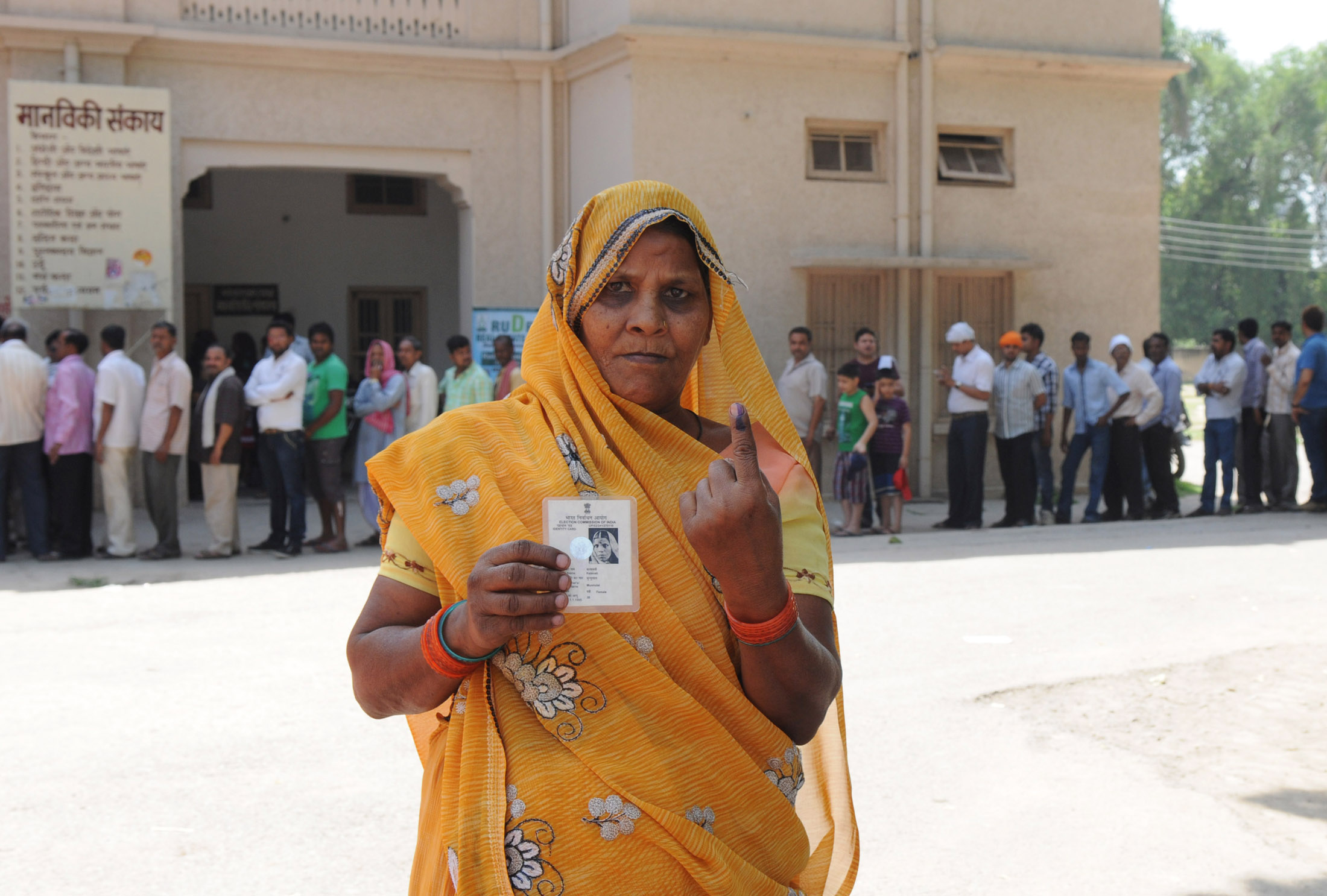
Citoyenne montrant l'encre indélébile sur son doigt après avoir voté aux élections législatives indiennes de mai 2019.

### Juin
| Date    | Pays        | Élections      | Contexte | Résultats |
| ------- | ----------- | -------------- | --- | --- |
| 2 juin  | Saint-Marin | Référendums    | Les citoyens sont appelés à se prononcer sur deux propositions. L'une, d'origine parlementaire, sur un renforcement de la législation contre les discriminations basées sur l'orientation sexuelle. L'autre, d'origine populaire, sur la possibilité d'un second tour aux élections législatives lors de l'échec de formation d'une coalition.                                                 | Les deux propositions sont approuvées, respectivement par 71,5 % et 60,6 % des votants. |
| 5 juin  | Danemark    | Législatives   | | Le Parti libéral (centre-droit libéral-conservateur) du Premier ministre Lars Løkke Rasmussen devient le deuxième parti au Folketing avec un quart des sièges (il était précédemment troisième), derrière les Sociaux-démocrates (centre-gauche), principal parti d'opposition mais déjà premier parti durant la législature sortante. Le rapport de force général est toutefois inversé au profit des partis de gauche : Le « Bloc rouge » -Sociaux-démocrates, Parti social-libéral, Parti populaire socialiste (gauche écosocialiste), Liste de l'unité (extrême-gauche écosocialiste et anticapitaliste) et l'Alternative (centre-gauche écologiste)- devient majoritaire au Parlement face au « Bloc bleu » des partis de droite. Le Parti populaire (droite national-conservatrice, populiste, eurosceptique et anti-écologiste) perd nettement plus de la moitié de ses sièges, régressant de la deuxième place à la troisième ex-æquo avec les Sociaux-libéraux. Mette Frederiksen devient Premier ministre. |
| 9 juin  | Kazakhstan  | Présidentielle | Élection anticipée à la suite de la décision du président Kassym-Jomart Tokaïev, successeur de Noursoultan Nazarbaïev, au pouvoir depuis 1990, d'avancer le scrutin. Le Kazakhstan, doté d'un régime autoritaire, n'est généralement pas considéré comme une démocratie. Le jour du scrutin, des centaines de manifestants pacifiques, ainsi que des journalistes, sont arrêtés par la police. | Le président sortant Kassym-Jomart Tokaïev (parti Nour-Otan : autoritaire, attrape-tout) est élu au premier tour avec 70,8 % des voix face aux six autres candidats. |
| 16 juin | Guatemala   | Présidentielle | 1er tour de la présidentielle. | |
| 16 juin | Guatemala   | Législatives   | Tour unique des législatives. | Congrès sans majorité. L'Union nationale de l'espérance (centre-gauche, christianisme social) arrive en tête avec un tiers des sièges, doublant presque son nombre de sièges et devançant très nettement tous les autres partis. |
| 22 juin | Mauritanie  | Présidentielle | Le président Mohamed Ould Abdel Aziz, arrivé au pouvoir par un coup d'État militaire en 2008, ne se présente pas. | Le général Mohamed Ould Cheikh Mohamed Ahmed El-Ghazouani (Union pour la République : populiste ; parti au pouvoir) est élu dès le premier tour avec 52,0 % des voix face aux cinq autres candidats, dont notamment Biram Dah Abeid (sans étiquette, militant contre l'esclavage en Mauritanie ; 18,6 %). |

### Juillet
| Date       | Pays    | Élections    | Contexte                                                       | Résultats |
| ---------- | ------- | ------------ | -------------------------------------------------------------- | --- |
| 7 juillet  | Grèce   | Législatives | Élections anticipées.                                          | Alternance. Le parti Nouvelle Démocratie (centre-droit libéral-conservateur, chrétien-démocrate et pro-européen) remporte de peu la majorité absolue des sièges. Kyriákos Mitsotákis devient premier ministre. SYRIZA (gauche), au pouvoir, termine deuxième, loin devant le Mouvement pour le changement (centre-gauche). |
| 21 juillet | Ukraine | Législatives | Élections anticipées après l'élection présidentielle en avril. | Alternance. Le nouveau parti Serviteur du peuple (attrape-tout, libertarien, populiste et pro-européen), parti du nouveau président Volodymyr Zelensky, remporte la majorité absolue des sièges, et devance très nettement les autres partis. Solidarité européenne (centre-droit conservateur et libéral, pro-européen), au pouvoir à la suite des élections de 2014, ne termine que quatrième, avec dix fois moins de sièges que Serviteur du peuple. La Plateforme d'opposition-Pour la vie (centriste, social-libérale, pro-russe) devient le principal parti d'opposition. |
| 21 juillet | Japon   | Sénatoriales | Renouvellement par moitié.                                     | La coalition de droite au pouvoir (Parti liberal démocrate, Komeito) reste majoritaire avec 141 sièges. |

### Août
| Date    | Pays               | Élections      | Contexte | Résultats |
| ------- | ------------------ | -------------- | --- | --- |
| 11 août | Guatemala          | Présidentielle | 2d tour. Un président sortant ne pouvant exercer deux mandats consécutifs, Jimmy Morales (Front de convergence nationale : droite dure, conservatrice, nationaliste, populiste, libérale en économie) ne se représente pas. Le candidat du FCN, Estuardo Galdámez, est éliminé au 1er tour avec 3,6 % des voix. | Alternance. Alejandro Giammattei (Vamos : droite conservatrice, libérale en économie) est élu avec 58,9 % des voix face à Sandra Torres (Union nationale de l'espérance : centre-gauche, christianisme social). |
| 24 août | Nauru              | Législatives   | Le président de la République est élu par et parmi les députés à l'issue des législatives. | Dans ce petit État où il n'existe pas de partis politiques, ces élections génèrent un important renouvellement du Parlement. Le président de la République, Baron Waqa, accusé de dérive autoritaire, perd son siège de député, mais l'opposition parlementaire sortante est également balayée. La nouvelle assemblée élit à la présidence de la République Lionel Aingimea, simple député de la majorité sortante, par douze voix contre six pour David Adeang, le très influent et controversé numéro deux du gouvernement Waqa sortant. |
| 25 août | Abkhazie (Géorgie) | Présidentielle | République sécessionniste de Géorgie depuis 1992. 1er tour (le second tour organisé le 8 septembre). | |

### Septembre
| Date         | Pays               | Élections      | Contexte | Résultats |
| ------------ | ------------------ | -------------- | --- | --- |
| 8 septembre  | Abkhazie (Géorgie) | Présidentielle | 2d tour. | Mis en ballotage, le président sortant Raul Khadjimba (Forum pour l'Unité nationale de l'Abkhazie : pro-russe) est réélu avec 48,7 % des voix face à Alkhas Kvitsinia (parti Amtsakhara ; 47,4 %), 3,9 % des suffrages exprimés étant un rejet des deux candidats. |
| 9 septembre  | Tuvalu             | Législatives   | Il n'existe pas de parti politique aux Tuvalu. | Alternance. Le Premier ministre Enele Sopoaga perd sa majorité parlementaire ; les députés élisent au poste de Premier ministre le chef de l'opposition parlementaire sortante, Kausea Natano. |
| 15 septembre | Tunisie            | Présidentielle | Prévue à l'origine pour le 17 novembre, l'élection est avancée en juillet après la mort du président Béji Caïd Essebsi. 1er tour. | Voir second tour le 13 octobre. |
| 17 septembre | Israël             | Législatives   | Scrutin anticipé à la suite de l'échec des négociations pour la formation d'une coalition. | Parlement sans majorité. Le parti d'opposition Bleu et blanc (centriste, libéral) et le parti Likoud au pouvoir (droite national-conservatrice, populiste, libérale en économie) obtiennent chacun un peu plus d'un quart des sièges. Les partis et leurs dirigeants ne parvenant une nouvelle fois pas à former un gouvernement avant la date butoir du 11 décembre, de nouvelles élections anticipées ont lieu le 2 mars 2020. |
| 28 septembre | Afghanistan        | Présidentielle | Les talibans commettent des attentats durant la campagne électorale et le jour du scrutin pour en perturber le déroulement, faisant quarante-huit morts et de nombreux blessés. Ils parviennent à empêcher l'ouverture de quelque 900 bureaux de vote. | Le président Ashraf Ghani (sans étiquette) est réélu avec 50,6 % des suffrages face à dix-sept autres candidats, dont notamment le Premier ministre Abdullah Abdullah (Coalition nationale : islamiste, populiste) qui recueille 39,5 % des voix et qui conteste les résultats. |
| 29 septembre | Autriche           | Législatives   | Scrutin anticipé à la suite d'une crise politique. | Parlement sans majorité. Le Parti populaire (libéral-conservateur, chrétien-démocrate) du chancelier sortant Sebastian Kurz accroît sa majorité relative, obtenant près de 40% des sièges. Il devance nettement le Parti social-démocrate (centre-gauche) qui subit un recul et obtient moins d'un quart des sièges. Le Parti de la liberté (droite populiste, nationaliste et eurosceptique), membre du gouvernement jusqu'en mai, recule nettement, avec seulement un sixième des sièges. Le parti Les Verts - L'Alternative verte (centre-gauche écologiste), absent du parlement sortant, connaît une très forte progression et remporte près d'un siège sur sept. En attente de la formation d'un gouvernement. |

### Octobre
| Date       | Pays                | Élections                   | Contexte | Résultats |
| ---------- | ------------------- | --------------------------- | --- | --- |
| 5 octobre  | Émirats arabes unis | Législatives                | Seuls la moitié des membres du Conseil national fédéral sont élus, par un corps électoral nommé par les émirs et constituant un peu moins de la moitié des adultes ayant la nationalité émiratie dans le pays. Les autres membres du Conseil sont nommés directement pas les émirs. Il n'existe pas de partis politiques. | Tous les élus siègent sans étiquette partisane. |
| 6 octobre  | Portugal            | Législatives                | | Parlement sans majorité. Le Parti socialiste (centre-gauche) du Premier ministre António Costa progresse et remporte une majorité relative avec 46% des sièges. Avec ses alliés le Bloc de gauche (gauche écosocialiste et eurosceptique) et la Coalition démocratique unitaire (coalition du Parti écologiste « Les Verts » et du Parti communiste), qui apportaient un soutien sans participation au gouvernement sortant, le PS dispose d'une majorité absolue. António Costa demeure premier ministre. |
| 6 octobre  | Tunisie             | Législatives                | Le scrutin se déroule entre les deux tours de l'élection présidentielle. | Parlement sans majorité et très fragmenté. Le parti Ennahdha (droite islamiste, libérale en économie) arrive en tête mais avec moins d'un quart des sièges, devançant le parti Au cœur de la Tunisie (laïc, populiste). Le Courant démocrate (centre-gauche) et la Coalition de la dignité (droite islamiste militante, populiste) sont aux troisième et quatrième places. Elyes Fakhfakh (Ettakatol : social-démocrate, laïc) devient Premier ministre à la tête d'un large gouvernement de coalition qui, outre son parti, rassemble Ennahdha, le Courant démocrate, le Mouvement du peuple (gauche, laïc), et trois petits partis centristes libéraux. |
| 6 octobre  | Kosovo              | Législatives                | Élections anticipées, le Premier ministre Ramush Haradinaj ayant été convoqué par la Cour spéciale pour le Kosovo (en) à La Haye pour répondre d'accusations de crimes de guerre. | Parlement sans majorité. Alternance. L'Alliance pour l'avenir du Kosovo (conservateur, libéral en économie, pro-européen) du Premier ministre Ramush Haradinaj arrive en troisième position. Le parti Autodétermination (gauche) arrive en tête. Albin Kurti (parti Autodétermination) devient Premier ministre d'un gouvernement de coalition qui associe son parti à la Ligue démocratique (centre-droit conservateur, libéral en économie). |
| 10 octobre | Cuba                | Présidentielle              | Scrutin indirect. Première élection présidentielle à Cuba depuis 1958, à la suite de l'adoption par référendum d'une nouvelle constitution en février. | Sans surprise, Miguel Díaz-Canel remporte l’élection avec 579 voix sur 580 face a 17 autres candidats. Salvador Valdés Mesa est également élu vice président. |
| 13 octobre | Tunisie             | Présidentielle              | 2d tour | Alternance. Kaïs Saïed (sans étiquette, conservateur) est largement élu face à Nabil Karoui (Au cœur de la Tunisie : centriste, laïc, populiste), incarcéré durant la majeure partie de la campagne car inculpé pour soupçon de blanchiment d'argent. |
| 13 octobre | Pologne             | Parlementaires              | | Le parti Droit et justice (droite chrétienne à extrême-droite, national-conservateur, populiste, eurosceptique) et ses alliés de la coalition « Droite unie » conservent la majorité absolue des sièges. Le parti Plate-forme civique (centre-droit libéral-conservateur et chrétien-démocrate) et ses alliés centristes et libéraux de la Coalition civique demeurent la principale force d'opposition. Mateusz Morawiecki (Droit et justice) demeure premier ministre. |
| 15 octobre | Mozambique          | Présidentielle              | Une mission d'observation de l'Union européenne accuse le parti au pouvoir, le Front de libération (FRELIMO), d'utiliser des fonds publics pour sa campagne électorale, et note un traitement médiatique disproportionné en faveur du gouvernement. La campagne est également entachée de violences commises par des membres dissidents du parti Résistance nationale (RENAMO), ancien groupe rebelle, qui font au moins un mort. | Filipe Nyusi (FRELIMO : gauche) est largement réélu président de la République dès le premier tour avec 73,5 % des voix, face à trois autres candidats dont Ossufo Momade (RENAMO : droite conservatrice, libérale en économie, populiste). |
| 15 octobre | Mozambique          | Législatives                | Une mission d'observation de l'Union européenne accuse le parti au pouvoir, le Front de libération (FRELIMO), d'utiliser des fonds publics pour sa campagne électorale, et note un traitement médiatique disproportionné en faveur du gouvernement. La campagne est également entachée de violences commises par des membres dissidents du parti Résistance nationale (RENAMO), ancien groupe rebelle, qui font au moins un mort. | Le FRELIMO, au pouvoir depuis l'indépendance du pays en 1975, conserve sa large majorité absolue des sièges au Parlement. |
| 20 octobre | Suisse              | Législatives                | Tour unique pour l'élection du Conseil national (la chambre basse), et 1er tour pour l'élection du Conseil des États (chambre haute). | Parlement sans majorité. L'Union démocratique du centre (droite à extrême-droite, national-conservatrice, populiste, libérale en économie) recule mais demeure le premier parti au Conseil national, avec un peu plus d'un quart des sièges. Les deux partis écologistes -Les Verts (gauche) et les Vert'libéraux (centristes sociaux-libéraux, libéralisme vert)- sont les deux partis à connaître une progression très nette. Le Parti socialiste (gauche social-démocrate et pro-européenne) recule légèrement et demeure le deuxième parti au Conseil avec près d'un siège sur cinq. |
| 20 octobre | Bolivie             | Présidentielle              | | Evo Morales (Mouvement vers le socialisme) est réélu dès le 1er tour de la présidentielle avec 47,1 % des voix, ayant plus de dix points d'avance sur son principal adversaire Carlos Mesa (Communauté civique ; 36,5 %). L'annonce des résultats provoque des manifestations d'opposants ; des bureaux de la commission électorale sont incendiés. Sous pression de l'armée, Evo Morales démissionne le 10 novembre et quitte le pays, obtenant l'asile politique au Mexique. Les autres principales figures de l'État ayant également démissionné, Jeanine Áñez (Mouvement social démocrate : conservateur, libéral en économie, dont le candidat arrivé 4e à l'élection présidentielle avec 4,2% des voix), seconde vice-présidente du Sénat, se déclare présidente de la République par intérim, avec l'approbation rétroactive du Tribunal constitutionnel deux jours plus tard. Les résultats des élections sont annulés. Cette crise fait trois morts et quelque 200 blessés selon lacroix.fr, 32 morts et plus de 700 blessés selon lemonde.fr. |
| 20 octobre | Bolivie             | Parlementaires              | | Parlement sans majorité. Le parti Mouvement vers le socialisme (gauche bolivarienne) du président Evo Morales perd de très peu sa majorité absolue des sièges à la Chambre des députés mais y conserve la majorité relative ; il recule également au Sénat mais y conserve la majorité absolue des sièges. La coalition d'opposition Communauté civique (centriste) progresse nettement, avec plus de 40% des sièges à la Chambre des députés et au Sénat. |
| 21 octobre | Canada              | Législatives                | | Parlement sans majorité. Le Parti libéral (centre à centre-gauche, social-libéral et progressiste) perd sa majorité absolue des sièges à la Chambre des communes mais y conserve la majorité relative avec 46% des sièges. Le Parti conservateur (centre-droit libéral-conservateur) progresse et demeure le parti d'opposition officielle. Le Bloc québécois (centre-gauche, indépendantiste) obtient un très bon résultat, triplant son nombre de sièges et devenant le troisième parti à la Chambre. Il devance ainsi le Nouveau Parti démocratique (centre-gauche à gauche, social-démocrate et progressiste), qui perd près de la moitié de ses sièges. Le Parti vert (gauche écologiste et progressiste) progresse également, obtenant trois sièges contre un seul précédemment. Justin Trudeau (Parti libéral) demeure Premier ministre, mais désormais à la tête d'un gouvernement minoritaire qui dépend du soutien du Bloc québécois, du NPD et / ou des Verts.                                                                               |
| 23 octobre | Botswana            | Législatives Présidentielle | Le Botswana a un régime parlementaire ; le président de la République, chef de l'État et du gouvernement, est élu par le Parlement. | Le Parti démocrate (centre-droit conservateur), au pouvoir via des élections démocratiques régulières depuis l'indépendance du pays en 1965, conserve sa majorité absolue des sièges. Mokgweetsi Masisi (démocrate) demeure président de la République. |
| 27 octobre | Argentine           | Présidentielle              | | Alternance. Alberto Fernández (Parti justicialiste : péroniste, centriste), soutenu par un ensemble de partis de centre-gauche et de gauche, est élu président avec 48,2 % des voix face à cinq autres candidats dont notamment le président sortant Mauricio Macri (Proposition républicaine : droite conservatrice, libérale en économie ; 40,3 %). Cristina Kirchner (justicialiste), ancienne présidente de 2007 à 2015, devient la vice-présidente d'Alberto Fernández. |
| 27 octobre | Argentine           | Parlementaires              | Renouvellement de la moitié de la Chambre des députés et d'un tiers du Sénat. | Congrès sans majorité. La coalition Ensemble pour le changement (centre-droit et droite), menée par le parti Proposition républicaine, obtient la majorité relative à la Chambre des députés avec 46 % des sièges, devançant de seulement deux sièges la coalition Front commun (gauche et centre-gauche) menée par le Parti justicialiste. Le Front commun obtient toutefois la majorité relative au Sénat, avec exactement la moitié des sièges. |
| 27 octobre | Uruguay             | Présidentielle              | 1er tour de la présidentielle. La Constitution ne permet pas à un président sortant de briguer un nouveau mandat ; Tabaré Vázquez (Parti socialiste, parti membre du Front large) n'est donc pas candidat. | |
| 27 octobre | Uruguay             | Parlementaires              | Tour unique des législatives et sénatoriales. | Le Front large (gauche) perd sa courte majorité absolue des sièges à la Chambre des représentants mais y conserve la majorité relative, et conserve une majorité relative amoindrie au Sénat |
| 27 octobre | Uruguay             | Référendum constitutionnel  | Initiative populaire portant sur un amendement constitutionnel introduisant plusieurs mesures d'ordre sécuritaire. | Avec seulement 46,1 % de suffrages favorables, la proposition est rejetée. |
| 27 octobre | Oman                | Législatives                | Le Sultanat d'Oman est formellement une monarchie absolue. Les citoyens élisent un Conseil consultatif, dont les pouvoirs législatifs sont limités. Les partis politiques sont interdits. | Tous les élus, parmi lesquels deux femmes, siègent sans étiquette. Le taux de participation est de 49 %. |

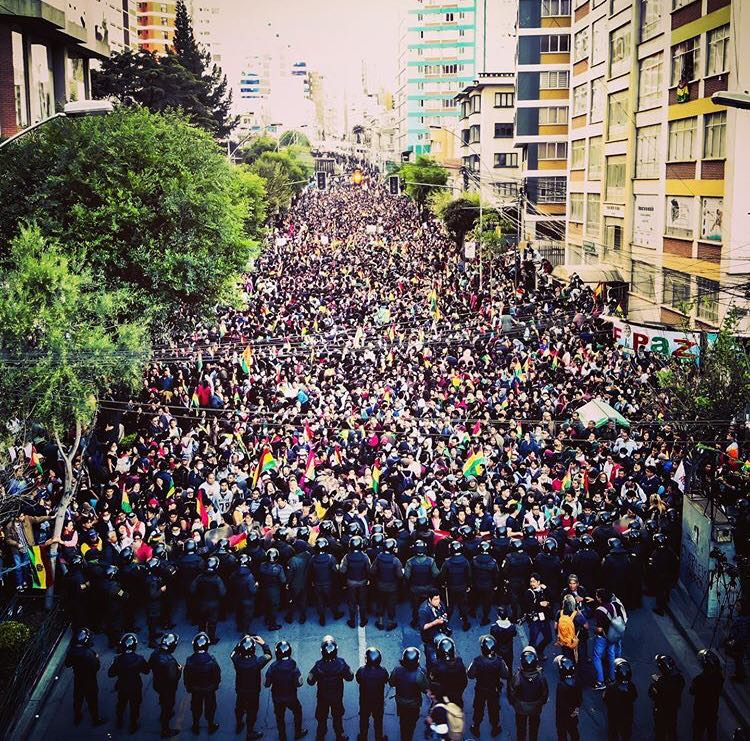
Manifestants à La Paz dénonçant ce qu'ils considèrent comme les résultats frauduleux des élections boliviennes du 20 octobre.
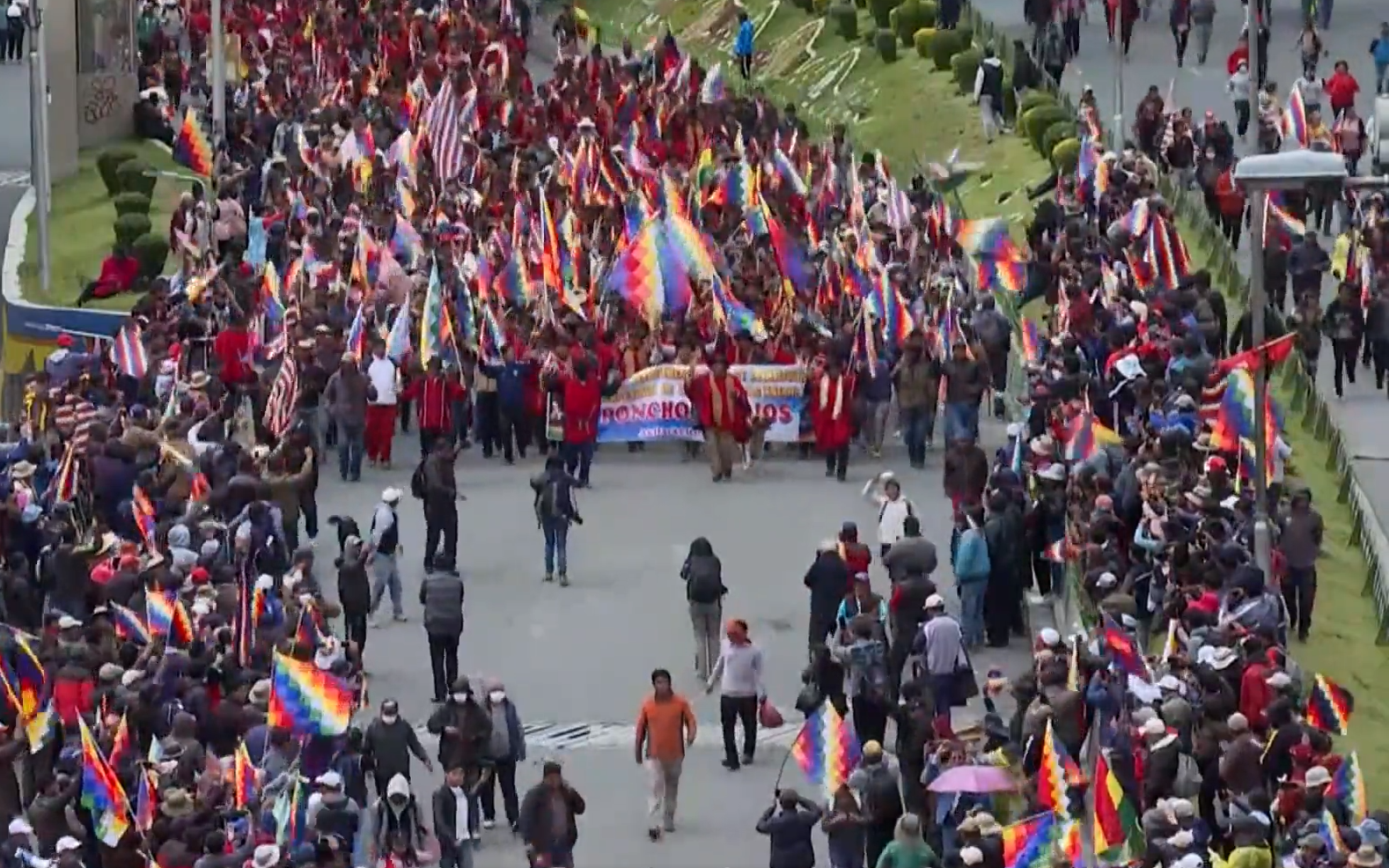
Contre-manifestation, en soutien au président bolivien déchu, Evo Morales. Les manifestants brandissent notamment le drapeau autochtone wiphala.

### Novembre
| Date                     | Pays                        | Élections      | Contexte | Résultats |
| ------------------------ | --------------------------- | -------------- | --- | --- |
| 3, 10, 17 et 24 novembre | Suisse                      | Sénatoriales   | 2e tour pour le Conseil des États | Le parti démocrate-chrétien conserve la majorité relative avec 13 sièges devant le parti libéral-radical et le parti socialiste avec respectivement 12 et 9 sièges. |
| 5 novembre               | États fédérés de Micronésie | Constituantes  | Élection d'une convention constitutionnelle faisant suite au Référendum du 5 mars. Il n'existe pas de partis politiques en Micronésie, et tous les délégués sont donc sans étiquette. | Les amendements proposés par la convention devront par la suite être approuvés individuellement par référendum. |
| 7 novembre               | Maurice                     | Législatives   | | Le Mouvement socialiste militant (centre-gauche) et son allié le Mouvement libérateur (gauche) conservent la majorité absolue des sièges. |
| 10 novembre              | Espagne                     | Parlementaires | Élections anticipées, le Congrès élu en avril n'ayant pas pu s'accorder sur un gouvernement. Ce sont les quatrièmes élections législatives en quatre ans.                             | Parlement sans majorité. Le Parti socialiste ouvrier (centre-gauche) du Premier ministre Pedro Sánchez stagne et conserve la majorité relative, avec un peu plus d'un tiers des sièges au Congrès des députés. Il recule également au Sénat mais y demeure également le principal parti, avec un peu moins de la moitié des sièges. Le Parti populaire (centre-droit à droite, libéral-conservateur) progresse et demeure le deuxième parti dans les deux chambres. Le parti Vox (droite à extrême-droite, nationaliste, populiste, conservatisme religieux) double son nombre de sièges au Congrès et y passe de la cinquième à la troisième place, avec près de 15 % des sièges ; il remporte par ailleurs pour la première fois des sièges élus au Sénat. La coalition de gauche radicale Unidas Podemos recule, obtenant un siège sur dix au Congrès. Elle devance toutefois Ciudadanos (centre-droit libéral-conservateur) qui s'effondre, perdant la très grande majorité de ses sièges au Congrès. En janvier 2020, grâce à l'abstention des nationalistes catalans et basques, le Premier ministre Pedro Sánchez obtient la confiance du Congrès pour former un gouvernement de coalition du Parti socialiste ouvrier et de Podemos. |
| 16 novembre              | Sri Lanka                   | Présidentielle | Le président sortant Maithripala Sirisena renonce à briguer un second mandat. | Gotabhaya Rajapaksa (Alliance pour la liberté du peuple : nationalisme ethno-religieux, cingalais et bouddhiste) est élu avec 52,3 % des voix face à trente-quatre autres candidats, dont notamment Sajith Premadasa (Nouveau Front démocratique : libéral, soutenu par les minorités tamoule et musulmane ; 42,0 %). Militaire de carrière, Gotabhaya Rajapaksa a mené les opérations qui ont conduit à la fin de la guerre civil en 2009, sous la présidence de son frère Mahinda Rajapaksa. |
| 17 novembre              | Biélorussie                 | Législatives   | La Biélorussie connaît un régime autoritaire, où l'opposition ne peut fonctionner librement. Les deux seuls députés d'opposition élus en 2016 se voient interdits de se représenter.  | La très grande majorité des élus siègent formellement « sans étiquette », mais la totalité des élus sont favorables au gouvernement du président Alexandre Loukachenko. |
| 18 novembre              | Îles Marshall               | Législatives   | | La grande majorité des parlementaires sortants sont réélus. Les résultats par tendance politique ne sont pas actuellement disponibles. Le 6 janvier, les députés élisent David Kabua, le candidat de l'opposition, à la présidence de la République, face à la présidente sortante Hilda Heine. |
| 24 novembre              | Liechtenstein               | Référendum     | Référendum sur le financement public d'un hôpital par un emprunt. | La proposition est approuvée par une majorité de 56,2 % des votants. |
| 24 novembre              | Guinée-Bissau               | Présidentielle | 1er tour | - |
| 10 et 24 novembre        | Roumanie                    | Présidentielle | | Le président sortant Klaus Iohannis (Parti national libéral : centre-droit libéral-conservateur et pro-européen) est réélu au second tour avec 63,9 % des voix face à Viorica Dăncilă (Parti social-démocrate : attrape-tout, national-conservateur, libéral en économie, eurosceptique). |
| 24 novembre              | Uruguay                     | Présidentielle | 2d tour | Alternance. Luis Lacalle (Parti national : droite national-conservatrice, libérale en économie) est élu avec 50,6 % des voix face à Daniel Martínez (Front large : gauche, au pouvoir). |
| 27 novembre              | Namibie                     | Présidentielle | | Hage Geingob (SWAPO : centre-gauche) est réélu président de la République avec 56,8 % des voix face à dix autres candidats, dont notamment Panduleni Itula (centre-gauche sans étiquette, 29,4 %). |
| 27 novembre              | Namibie                     | Législatives   | | Le SWAPO perd sa majorité des deux tiers à l'Assemblée nationale mais conserve une comfortable majorité absolue avec près de 60% des sièges. Le Mouvement démocratique populaire (centre-droit conservateur) est la principale force d'opposition à l'Assemblée, avec un siège sur six. |

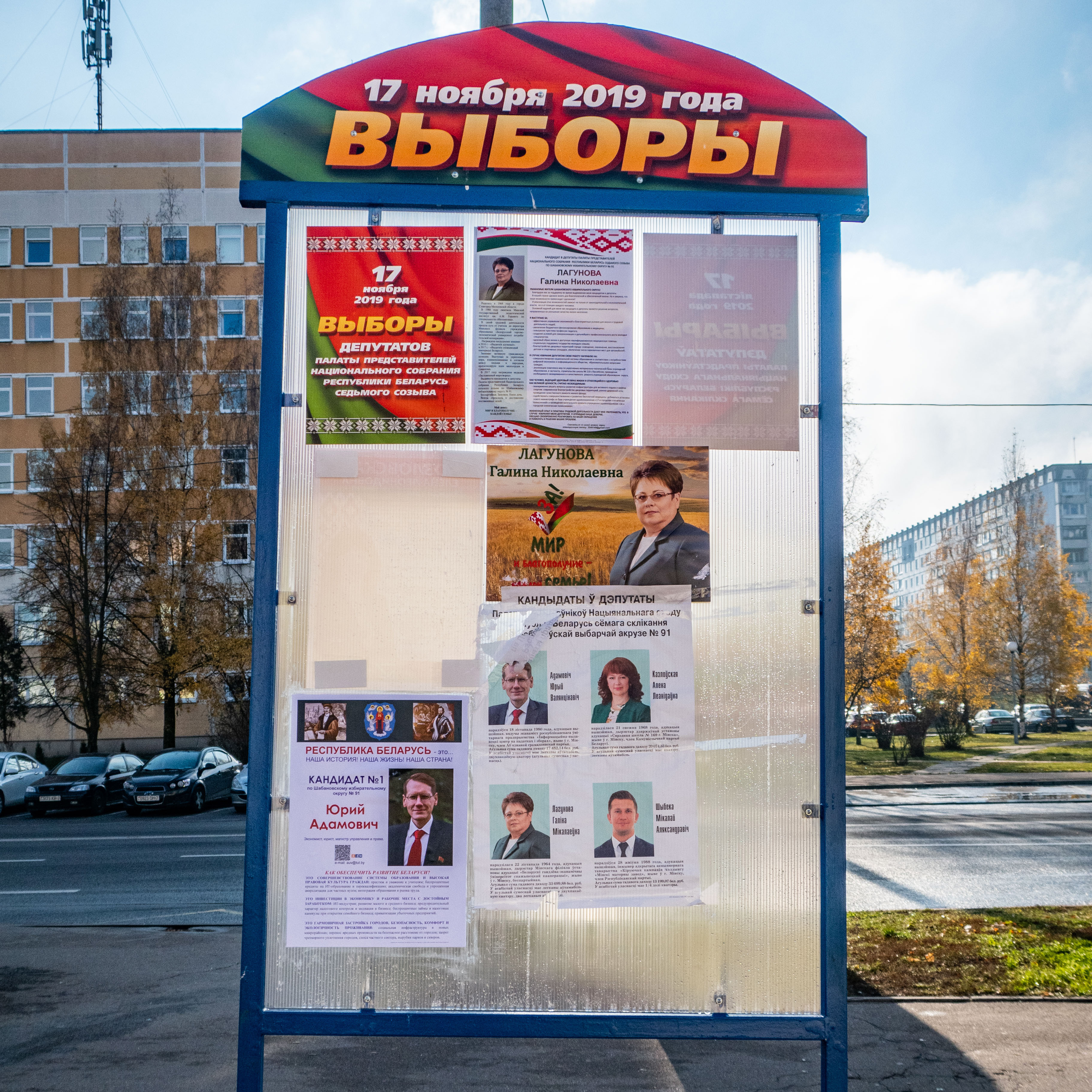
Affiches de campagne pour les élections législatives de novembre 2019 en Biélorussie.

### Décembre
| Date        | Pays          | Élections      | Contexte | Résultats |
| ----------- | ------------- | -------------- | --- | --- |
| 6 décembre  | Dominique     | Législatives   | | Le Parti travailliste (centre-gauche social-démocrate) accroît légèrement sa majorité absolue des sièges, face au Parti uni des travailleurs (centriste), seul autre parti en lice car le Parti de la liberté (centre-droit libéral-conservateur) a retiré ses candidats pour soutenir ce dernier. Roosevelt Skerrit (travailliste) demeure Premier ministre pour un quatrième mandat. |
| 8 décembre  | Saint-Marin   | Législatives   | | Parlement sans majorité. Le parti Gauche démocrate et socialiste (centre-gauche) et ses alliés, au pouvoir, perdent plus de la moitié de leurs sièges et terminent à la troisième place. Le Parti démocrate-chrétien (centre-droit) obtient la majorité relative avec un tiers des sièges, devant le Mouvement civique R.E.T.E. (gauche écologiste, laïque et féministe). Fin décembre, un gouvernement de grande coalition est formé, incluant le Parti démocrate-chrétien, le Mouvement civique R.E.T.E., ainsi que le Parti socialiste (centre-gauche) et ses alliés de l'alliance de centre-gauche « Nous pour la République ». La Gauche démocrate et socialiste constitue la nouvelle opposition parlementaire. |
| 12 décembre | Algérie       | Présidentielle | Initialement prévue le 19 avril, l'élection est reportée d'un an puis mise en œuvre à la suite de la démission d'Abdelaziz Bouteflika. Après sa démission, elle est fixée au 4 juillet, puis de nouveau reportée au 12 décembre. Les cinq candidatures retenues étant celles de personnalités du régime, l'opposition appelle au boycott. | Le scrutin, boycotté par une large partie de la population, enregistre une abstention (60,2 %) et un nombre de votes blancs ou nuls (12,8 %) record. L'ancien Premier ministre Abdelmadjid Tebboune (sans étiquette, non-soutenu par le Front de libération nationale (centre-gauche) dont il est issu) est élu dès le premier tour avec 58,2 % des suffrages exprimés. |
| 12 décembre | Royaume-Uni   | Législatives   | Scrutin anticipé de trois ans du fait de la situation politique liée à l'accord de retrait du Royaume-Uni de l'Union européenne. | Le Parti conservateur (centre-droit à droite, libéral-conservateur, eurosceptique), qui disposait d'une majorité relative à l'issue de scrutin précédent, remporte cette fois la majorité absolue des sièges. Boris Johnson demeure Premier ministre. |
| 22 décembre | Ouzbékistan   | Législatives   | | 128 sièges sur 150 ont été attribués. Voir second tour le 5 janvier |
| 22 décembre | Croatie       | Présidentielle | Le second tour se tient le 5 janvier 2020. | Zoran Milanović et Kolinda Grabar-Kitarović se qualifient pour le second tour. |
| 29 décembre | Guinée-Bissau | Présidentielle | 2e tour. Le président sortant José Mário Vaz (sans étiquette) a été éliminé au premier tour. | Umaro Sissoco Embaló (Madem G15 : gauche), soutenu au second tour par José Mário Vaz, est élu avec 53,6 % des voix face à Domingos Simões Pereira (PAIGC : gauche). |